# Чубарева, Лидия Архиповна
Лидия Архиповна Чубарева (18 марта 1921, Ленинград — 7 июня 2006, Санкт-Петербург) — советский и российский энтомолог, специалист по цитогенетике двукрылых, доктор биологических наук (1986).

## Биография
Родилась 18 марта 1921 в Ленинграде в семье рабочих. В 1938 году поступила в Ленинградский университет. Специализировалась на кафедре генетики и селекции, которую возглавлял в то время Михаил Ефимович Лобашёв. После окончания университета работала этой на кафедре. В 1947 году защитила кандидатскую диссертацию на тему «Цитологическое и цитохимическое исследование гаметогенеза и оплодотворения у речной миноги». В 1965 году директор Зоологическом института АН СССР Борис Евсеевич Быховский пригласил Чубареву создать и возглавить лабораторию генетики популяций и кариосистематики. В 1986 году она защитила докторскую диссертацию на тему «Политенные хромосомы кровососущих мошек (Simuliidae, Diptera) и их использование в систематике». Умерла 7 июня 2006 года на 86 году жизни, похоронена на Шуваловском кладбище Санкт-Петербурга.

## Научные достижения
Чубарева создала первую в Советском Союзе научную школу цитогенетики насекомых, под её руководством защищены более 10 диссертаций. В её работах выявлены особенности организации политенных хромосом двукрылых. На основе изучения строения хромосом была уточнена систематика нескольких семейств, таких как Simuliidae, Chironomidae, Cecidomyidae и Nymphomyidae. Она автор первой в мире монографии по кариотипам мошек (вышла после ее смерти). В 1979 году она организовала крупный симпозиум по кариосистематике беспозвоночных животных. Этот симпозиум стал постоянным и в 2016 году в Саратове он был проведён в шестой раз.

### Виды, описанные Чубаревой
Шиловой было описано 13 таксонов мошек:
- Helodon pamiricum (Chubareva & Petrova, 1983)
- Levitinia Chubareva & Petrova, 1981
- Levitinia tacobi Chubareva & Petrova, 1981
- Metacnephia paraskevae Petrova, Chubareva & Kachvoryan, 1995
- Simulium akopi Chubareva & Kachvoryan, 2000
- Simulium bartangum Chubareva, 2000
- Simulium danijari Chubareva & Ismagulov, 1992
- Simulium itelmenica (Chubareva & Yankovsky, 2006)
- Simulium jasgulemum Chubareva, 2000
- Simulium laplandica Chubareva & Yankovsky, 1992
- Simulium obichingoum Chubareva, 2000
- Simulium vantshum Chubareva, 2000
- Simulium vischarvi Chubareva, 1996

## Публикации
Опубликовала более 150 научных работ, в том числе:

### Монографии
- Чубарева Л. А., Петрова Н. А. Цитологические карты политенных хромосом и некоторые морфологические особенности кровососущих мошек России и сопредельных стран (Diptera: Simuliidae) / Ответственный редактор В. Г. Кузнецова. — СПб.-М.: Товарищество научнах изданий КМК, 2008. — 354 с. — ISBN 978-5-87317-471-3.

### Статьи
- Чубарева Л. А., Щербаков Е.С. Изучение кариотипов некоторых видов мошек (сем. Simuliidae) // Доклады АН СССР : журнал. — 1963. — Т. 153, № № 5. — С. 1183–1185. — ISSN 0002-3264.
- Чубарева Л. А. Триплоидия в природных популяциях мошек // Цитология : журнал. — 1968. — Т. 10, № 6. — С. 750–754. — ISSN 00041-3771.
- Чубарева Л. А., Петрухина Т. Е. Генетические связи мошки Boophthora erythrocephala de Geer с некоторыми другими родами (Simuliidae, Diptera) // =Энтомологическое обозрение : журнал. — 1970. — Т. 49, № 3. — С. 541–544. — ISSN 0367-1445.
- Качворян Э.А., Чубарева Л.А. Кариотипические особенности 4 видов мошек рода Eusimulium Roub. (Simuliidae, Diptera) из Армении и генетические связи между ними // Биологический журнал Армении : журнал. — 1974. — Т. 27, № 5. — С. 61–69.
- Чубарева Л. А. Характеристика кариологических признаков плезиоморфных видов мошек и предполагаемые пути эволюции кариотипов сем. Simuliidae (Diptera) // Зоологический журнал : журнал. — 1977. — Т. 56, № 10. — С. 1492–1502. — ISSN 0044-5134.
- Петрова Н. А., Чубарева Л. А., Кузьменко К. Н. Кариотипы 5 видов хирономид // Цитология : журнал. — 1977. — Т. 19, № 8. — С. 900–905. — ISSN 00041-3771.
- Чубарева Л. А., Петрова Н. А. В-хромосомы кровососущих мошек (Simuliidae, Diptera) // Генетика : журнал. — 1984. — Т. 20, № 4. — С. 570–578. — ISSN 1022-7954.
- Чубарева Л. А., Исмагулов А. Г. Новый вид мошек Montisimulium danijari sp.n. (Diptera, Simuliidae) из Заилийского Алатау // Паразитология : журнал. — 1992. — Т. 26, № 1. — С. 85–89. — ISSN 0031-1847.
- Чубарева Л. А., Янковский А. В. Новый вид мошек Odagmia laplandica Chubareva et Yankovsky sp.n. из Лапландского заповедника (Кольский полуостров) (Diptera, Simuliidae) // Паразитология : журнал. — 1992. — Т. 26, № 4. — С. 326–328. — ISSN 0031-1847.
- Петрова Н. А., Чубарева Л. А., Качворян Э. А. Новый вид мошек Metacnephia paraskevae sp.n. (Diptera, Simuliidae) с Восточного Памира (Таджикистан) // Энтомологическое обозрение : журнал. — 1995. — Т. 74, № 4. — С. 899–901. — ISSN 0367-1445.
- Чубарева Л. А. Триплоидия в популяциях трёх видов мошек рода Prosimulium Roubaud (Diptera, Simuliidae) // Цитология : журнал. — 2001. — Т. 43, № 10. — С. 992–100. — ISSN 00041-3771.